# Област Амакуса
Област Амакуса (јап. 天草郡) "Amakusa-gun" је област у префектури Кумамото, Јапан.
Након спајања 27. марта 2006. године област Област Амакуса састоји од једине вароши Реихоку. Након спајања, област је имао 9.105 становника и густину насељености од 135,77 становника по км². Укупна површина је 67,06 км².

## Вароши и села
- Реихоку

## Спајања
- 31. марта 2004. године вароши Химедо, Мацушима, Ојано и Рјугатаке спојиле су се у нови град Ками-Амакуса.
- 27. марта 2006. године вароши Амакуса, Ариаке, Гошоура, Ицува, Каваура, Куратаке, Шинва и Сумото спојио са градовима Хондо и Ушибука и формирао се нови град Амакуса.

32° 30′ 29″ N 130° 02′ 51″ E / 32.50806° С; 130.04750° И